# Teemu Pulkkinen (ur. 1992)
Teemu Pulkkinen (ur. 2 stycznia 1992 w Vantaa) – fiński hokeista, reprezentant Finlandii.
Jego brat Toni (ur. 1990) także został hokeistą.

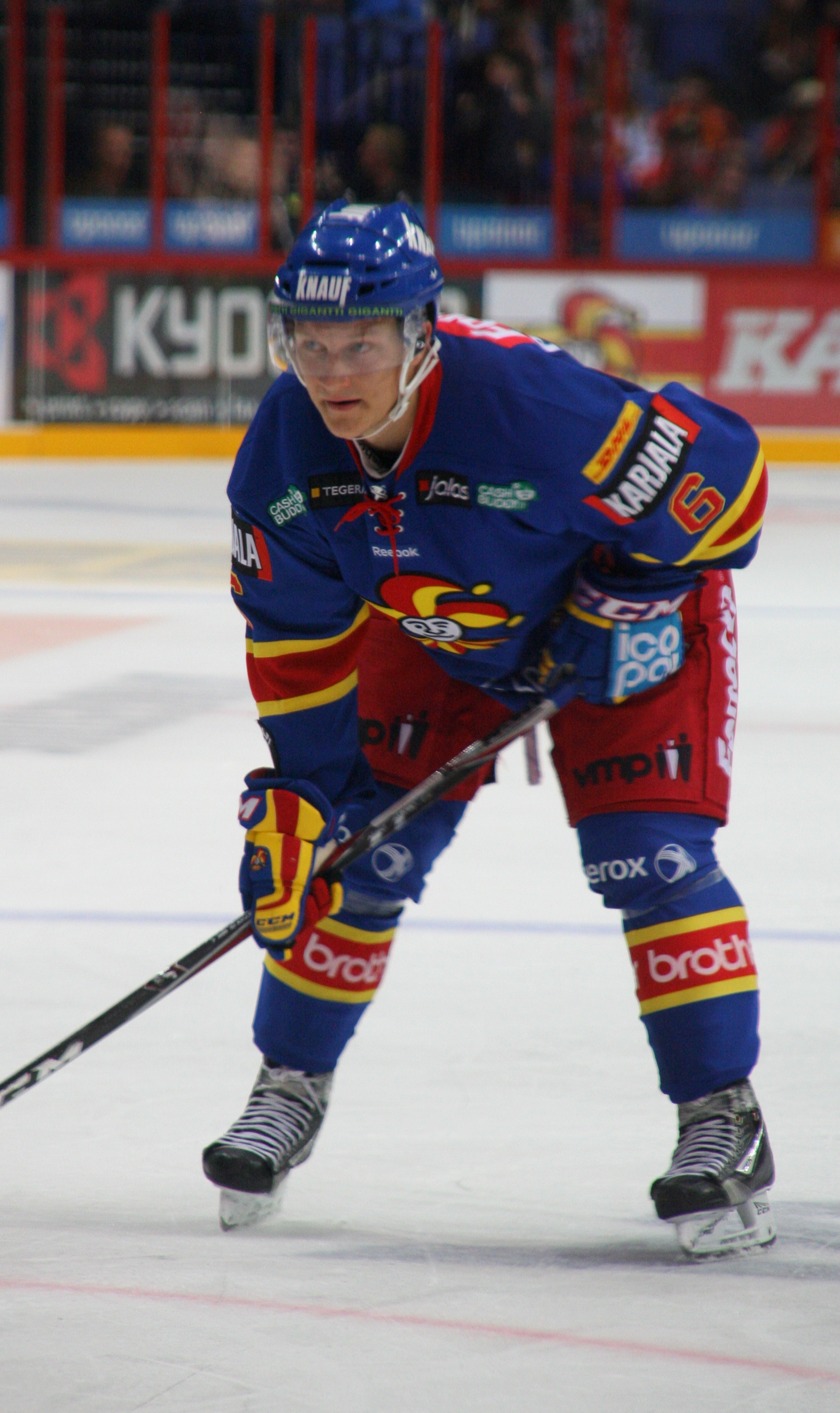
Teemu Pulkkinen w barwach Jokeritu (2011)

## Kariera klubowa
- Jokerit U16 (2006-2009)
- Jokerit U18 (2007-2009)
- Jokerit U20 (2008-2010)
  -  Suomi U20 (2010, 2011)
- Jokerit (2009-2013)
- Grand Rapids Griffins (2013-2015)
- Detroit Red Wings (2014-2016)
- Minnesota Wild (2016/2017)
  -  Iowa Wild (2016/2017)
- Arizona Coyotes (2017)
- Chicago Wolves (2017-2018)
- Dynama Mińsk (2018-2019)
- Dinamo Moskwa (2019-2020)
- Łokomotiw Jarosław (2020-2021)
- Traktor Czelabińsk (2021-2023)

Wychowanek klubu EVU. Następnie zawodnik klubu Jokerit. Sukcesywnie awansował w juniorskich drużynach klubu. Od 2009 do 2013 grał w zespole seniorskim w lidze SM-liiga. W maju 2009 w KHL Junior Draft został wybrany przez białoruski klub Dynama Mińsk, a rok później w drafcie NHL z 2010 został wybrany przez amerykański Detroit Red Wings. W styczniu 2011 przedłużył umowę z Jokeritem o dwa lata, natomiast w maju 2012 podpisał kontrakt wstępny z Detroit, jednak został przekazany na dalsze występy w macierzystym klubie z Helsinek. Po sezonie SM-liiga (2012/2013) w kwietniu 2013 wyjechał do USA i rozpoczął grę w zespole farmerskim wobec Red Wings, Grand Rapids Griffins, w lidze AHL. Zdążył wówczas rozegrać w jego barwach 16 meczów i zdobył mistrzostwo rozgrywek. We wrześniu 2013 został przekazany do tej drużyny. Później był zawodnikiem Detroit Red Wings do 2016. Od października 2016 był zawodnikiem Minnesota Wild. W sezonie 2016/2017 głównie występował w drużynie farmerskiej, Iowa Wild, w lidze AHL. W lutym 2017 przeszedł do Arizona Coyotes. W czerwcu 2017 został zawodnikiem beniaminka NHL, Vegas Golden Knights. Pomimo tego w sezonie 2017/2018 grał w barwach Chicago Wolves w lidze AHL. W lipcu 2018 został zawodnikiem białoruskiego klubu Dynama Mińsk w rosyjskich rozgrywkach KHL. Pod koniec grudnia 2019 przeszedł do Dinama Moskwa. Pod koniec listopada 2020 ogłoszono jego transfer do Łokomotiwu Jarosław w toku wymiany za Szweda Magnusa Pääjärvi Svenssona. Od maja 2021 w klubie Traktor Czelabińsk. W kwietniu 2023 odszedł z klubu.

## Kariera reprezentacyjna
Został reprezentantem Finlandii. Grał kadrach juniorskich kraju na turniejach: mistrzostw świata do lat 17 w 2008, 2009, mistrzostw świata do lat 18 w 2009, 2010, mistrzostw do lat 20 edycji 2011, 2012. UW kadrze seniorskiej uczestniczył w turnieju mistrzostw świata w 2016.

## Sukcesy
Reprezentacyjne
- Brązowy medal mistrzostw świata juniorów do lat 18: 2009, 2010
- Srebrny medal mistrzostw świata: 2016

Klubowe
- Brązowy medal mistrzostw Finlandii: 2012 z Jokeritem
- Pierwsze miejsce w sezonie regularnym SM-liiga (2012/2013) z Jokeritem

Indywidualne
- Mistrzostwa świata do lat 18 w hokeju na lodzie mężczyzn 2009/Elita:
  - Trzecie miejsce w klasyfikacji strzelców turnieju: 7 goli[18]
  - Trzecie miejsce w klasyfikacji kanadyjskiej turnieju: 13 punktów[19]
  - Trzecie miejsce w klasyfikacji +/- turnieju: +9[20]
- Mistrzostwa świata do lat 18 w hokeju na lodzie mężczyzn 2010/Elita:
  - Pierwsze miejsce w klasyfikacji strzelców turnieju: 10 goli[21]
  - Pierwsze miejsce w klasyfikacji kanadyjskiej turnieju: 15 punktów[22]
  - Jeden z trzech najlepszych zawodników reprezentacji[23]
  - Najlepszy napastnik turnieju[24]
  - Skład gwiazd turnieju[25]
- SM-liiga (2010/2011):
  - Czternaste miejsce w klasyfikacji strzelców w sezonie zasadniczym: 18 goli[26]
    - Pierwsze miejsce w klasyfikacji strzelców wśród debiutantów w sezonie zasadniczym: 18 goli

  - Czwarte miejsce w klasyfikacji asystentów w sezonie zasadniczym: 36 asyst[27]
    - Pierwsze miejsce w klasyfikacji asystentów wśród debiutantów w sezonie zasadniczym: 36 asyst

  - Piąte miejsce w klasyfikacji kanadyjskiej w sezonie zasadniczym: 54 punkty[28]
    - Pierwsze miejsce w klasyfikacji kanadyjskiej wśród debiutantów w sezonie zasadniczym: 54 punkty

  - Piąte miejsce w klasyfikacji +/- w sezonie zasadniczym: +24[29]
  - Najlepszy debiutant sezonu – Trofeum Jarmo Wasamy
- KHL (2019/2020):
  - Najlepszy napastnik tygodnia (9 września 2019)[30]
  - Piąte miejsce w klasyfikacji strzelców w sezonie zasadniczym: 23 gole
- KHL (2020/2021):
  - Trzecie miejsce w klasyfikacji strzelców w fazie play-off: 7 goli